# Harry Potter (postava)
Harry James Potter (* 31. červenec 1980 Godrikův důl) je hlavní postava stejnojmenné série od J. K. Rowlingové. Narodil se v Godrikově dole. Jeho rodiči byli James Potter a Lily Potterová, rozená Evansová. Byli však zavražděni zlým čarodějem jménem Lord Voldemort. Harry útok přežil a byl vychováván u své tety a strýce. Vernon Dursley, Petunie Dursleyová i jejich syn Dudley Dursley byli mudlové (lidé bez kapky čarodějné krve) a chovali se k Harrymu skoro celých deset let jako ke kusu hadru.
Mezi čaroději je známou celebritou. Ačkoliv téměř nikdo (včetně něho) neví, jak to udělal, stal se nejen jediným, kdo přežil Voldemortův útok kletbou Avada kedavra, ale navíc přitom Voldemorta těžce zranil. Později se dozví, že důvodem jeho přežití byla oběť jeho matky. Navíc bylo předpovězeno, že Harry a Voldemort jsou spojeni věštbou, podle níž ani jeden z nich nemůže žít, jestliže druhý zůstává živ, tedy že jeden musí zabít druhého (existence této věštby byla také důvodem Voldemortova útoku na něj).
Ve filmech Harryho Pottera hrál Daniel Radcliffe, v českém znění ho namluvil Vojtěch Kotek.

## Knihy

### Harry Potter a Kámen mudrců
Harry se přes počáteční odpor své tety a strýce stal studentem nebelvírské koleje Školy čar a kouzel v Bradavicích. Jeho nejlepšími přáteli jsou spolužáci Ron Weasley a Hermiona Grangerová. Ve škole ze začátku patří mezi průměrné studenty,ale zhruba ve čtvrtém ročníku se naučí spoustě náročných kouzel a zaplete se do nadprůměrného počtu průšvihů, ne vždy ovšem vlastní vinou. Hned v prvním ročníku (ač to normálně není běžné) se stává nejmladším chytačem nebelvírského Famfrpálového mužstva za sto let, čímž kráčí ve stopách svého otce.
Ve škole hned od začátku naráží na neshody s jedním z učitelů, který se jmenuje Severus Snape. Je to jeho učitel lektvarů a zároveň ředitel Zmijozelské koleje. Dalším jeho školním rivalem je Draco Malfoy, který navštěvuje stejný ročník jako Harry, ale je ve zmijozelské koleji. Postupně překonává nástrahy školního života a v závěru knihy zachrání Kámen mudrců před Voldemortem. Na konci školního roku se opět vrací ke své tetě a svému strýci, ale oproti dřívějšku má naději, že po prázdninách se vrátí mezi své kamarády do školy.

### Harry Potter a Tajemná komnata
Harry zůstává u svého strýce a tety až do doby, kdy ho jeho nejlepší přítel Ronald Weasley a jeho dva bratři odvážejí létajícím autem k nim domů. Harry nedokáže přejít přes přepážku, aby se dostal k vlaku a musí znovu s Ronem nasednout do létajícího auta a letět do Bradavic. Při tom se jim podaří auto rozbít. Hrozí jim znovu vyloučení, ale profesorka McGonagallová přimhouří obě oči. Harry zjišťuje, že disponuje tzv. hadím jazykem (umí mluvit s hady). Studenti z mudlovských rodin kamení. Poslední oběť je jejich kamarádka Hermiona Grangerová, ale ta jim zanechává záchytný bod. Harry s Ronem se dostávají do bájné tajemné komnaty a Harry přemůže Voldemorta, který se chtěl na svět vrátit pomocí svého starého deníku, a tím zachrání Ginny – sestru Rona Weasleyho. Zkamenělí studenti znovu ožijí díky lektvaru z Mandragor (Pekřínu) které připravila Pomona Prýtová, profesorka bylinkářství, spolu s madame Pomfreyovou. Do školy se vrací hajný Hagrid, který byl vsazen do Azkabanu za podezření, že on vypustil baziliška. Harry se opět vrací ke své tetě a strýci.

### Harry Potter a vězeň z Azkabanu
Harry se začátkem prázdnin dozvídá, že utekl nebezpečný zločinec Sirius Black. Na návštěvu k Dursleyovým přijíždí tetička Marge, která Harryho vyprovokuje a Harry ji kouzlem nafoukne. Harry utíká z domova a má strach, že bude vyloučen z Bradavic. Zbytek prázdnin stráví v Děravém kotli. Při cestě do školy zjistí, jak hrozivé stvoření je mozkomor. V Bradavicích se mluví jenom o tom uprchlém zločinci, který utekl z Azkabanu. Ostatní studenti navštěvují vesnici Prasinky, která leží kousek od hradu. Harry tam nesmí, ale dvojčata Weasleyovi mu darují Pobertův plánek, který vytvořil Harryho otec (Dvanácterák) a jeho tři nejlepší přátelé – Peter Pettigrew, Sirius Black a Remus Lupin (Červíček, Tichošlápek, Náměsíčník), a řeknou mu o tajných východech z hradu. Harry se díky svému neviditelnému plášti dostane do Prasinek a zjistí, že uprchlý trestanec Sirius Black je jeho kmotr a že mu kladou za vinu smrt jeho rodičů. Koncem školního roku se Harry setká se svým kmotrem a ujasní si, jak to vlastně bylo a zjistí, že Ronova krysa je zvěromág Peter Pettigrew, který má na svědomí smrt jeho rodičů – tomuto se ale podaří uprchnout. Sirius prchá na hipogryfovi Klofanovi, nespravedlivě odsouzenému k smrti za napadení Draca Malfoye, a je nucen se skrývat. Na konci školního roku se Harry vrací k Dursleyovým.

### Harry Potter a Ohnivý pohár
Když Harry přijede do Bradavic, Brumbál studentům prozradí, že se bude konat Turnaj tří kouzelníků. Když Brumbál vyloví Harryho jméno z Ohnivého poháru, začnou mu všichni včetně Rona křivdit a říkat, že je podvodník. Harry však své jméno do poháru nehodil. Harry během školního roku splnil dva úkoly Turnaje, při třetím úkolu se s Cedrikem Diggorym přenese z bludiště pomocí přenášedla (Pohár tří kouzelníků) na hřbitov v Malém Visánku, kde je svědkem Voldemortova návratu. Cedrik Diggory je zavražděn Petrem Pettigrewem. Harry se dokáže vrátit i s Cedrikovým tělem zpět na bradavické pozemky. Poté se dozvídá, že jeho jméno vhodil do Ohnivého poháru Barty Skrk mladší – ten se celý rok za pomoci mnoholičného lektvaru vydával za Alastora Moodyho. Byl políben Mozkomorem.

### Harry Potter a Fénixův řád
Harryho vyzvednou od tety a strýce členové Fénixova řádu a dopraví na Grimmauldovo náměstí 12, do domu jeho kmotra, Siriuse Blacka. Po celém kouzelnickém i nekouzelnickém světě se dějí hrozné věci. Harry se vrací do Bradavic, kde skoro všichni věří, že lže, když říká, že se lord Voldemort vrátil. Založí tajný spolek s názvem Brumbálova armáda, kde Harry učí ostatní studenty bránit se proti černé magii. Ve snu pokouše v podobě hada Artura Weasleyho, a když se probudí, zburcuje Brumbála, že je Artur v nebezpečí, a doopravdy ho najdou ve vážném stavu, ale živého. Později se mu zdá, že Voldemort drží Siriuse na Ministerstvu kouzel v Odboru záhad, a tak se tam s Ronem Weasleym, Hermionou Grangerovou, Lenkou Láskorádovou, Nevillem Longbottomem a Ginny Weasleyovou vypraví ho zachránit, ale netuší, že je to lest. Čekají tam na něj Smrtijedi a chtějí, aby jim dal věštbu, kterou tam našel. Později tam přijdou členové Fénixova řádu a bojují se Smrtijedy. Smrtijedka Belatrix Lestrangeová zabije Siriuse a poté uprchne. Harry se za ní vydá a v atriu Ministerstva kouzel se setká s Voldemortem, který se ho znovu pokusí zabít, ale objeví se tam Brumbál a Harryho zachrání. Voldemort zmizí, ale pracovníci ministerstva kouzel ho zahlédnou a dosvědčí, že se opravdu vrátil. Harry se vrací zpět k Dursleyovým zarmoucen smrtí svého milovaného kmotra.

### Harry Potter a princ dvojí krve
Harry se v šestém dílu setká s Horaciem Křiklanem (bývalým učitelem lektvarů), aby ho přiměl vrátit se do Bradavic.
Křiklan zná nějaké tajemství o Voldemortovi, ale nechce ho vyzradit. Harry najde učebnici lektvarů, ve které jsou poznámky, díky kterým se stává mistrem v lektvarech. Tato kniha je majetkem prince dvojí krve. Ron si najde přítelkyni, která je opravdu zábavná. Harry dostane od Romildy Vaneové bonbony s lektvarem lásky a Ron je všechny sní a zamiluje se do ní. Harry jde s Ronem ke Křiklanovi, aby mu dal protilék. Pak si chtějí dát medovinu na povzbuzení, medovina je však otrávená, a Ron skončí na ošetřovně. Hermiona se zamiluje do Rona, takže jí mrzí, že má Ron přítelkyni a dokonce se snaží mu ublížit, skončí to ale tak, že se začnou znovu kamarádit.
Hlavní roli tu také hraje Malfoy (Draco), který dělá věci, které se mu příčí, aby zachránil svou rodinu i sebe. Je mu velice líto, že musí zabít Albuse Brumbála a pustit na hrad smrtijedy a tím zničit Harryho.
Brumbál na konci opravdu zemře, ale ne vinou Malfoye. Zabije ho totiž Severus Snape. To on byl princem dvojí krve.
| Kapitán nebelvírského famfrpálového týmu | Kapitán nebelvírského famfrpálového týmu | Kapitán nebelvírského famfrpálového týmu |
| ---------------------------------------- | ---------------------------------------- | ---------------------------------------- |
| Předchůdce: Angelina Johnsonová          | 1996–1997 Harry Potter                   | Nástupce: Ginny Weasleyová               |

### Harry Potter a relikvie smrti
Pro Harryho přijdou členové Fénixova řádu a eskortují ho k rodičům Nymfadory Tonksové, kde se vyléčí ze zranění. Pak jede přenášedlem do Doupěte (dům Weasleyových), kde se měl setkat s ostatními, Pošuk Moody (vinou Mundunguse Fletchera) zemře. Harry oslaví své narozeniny a dostane i s Ronem a Hermionou dědictví po Brumbálovi. Odejdou z doupěte a hledají viteály, pátrání je zavede na Ministerstvo kouzel, jež je pod nadvládou Smrtijedů. Viteál (Medailonek Salazara Zmijozela) najdou u Umbridgeové. Skrývají se po celé Británii. Postupně se čím dál víc hádají a Ron odejde. Harry a Hermiona se sami vydají do Godrikova dolu, kde na ně čeká Nagini (had lorda Voldemorta a jeden z viteálů). O vlásek uniknou smrti. Ron se vrátí, zachrání Harryho a zničí medailonek. Společně se vydají za Xenofiliusem Láskorádem (otec Lenky Láskorádové), který jim vysvětlí význam symbolu, kvůli němuž se za ním vypravili. Harry se dopídí, že Brumbál mu odkázal jeden z viteálů a zároveň i jednu z relikvií. Společně se vloupají ke Gringottovým a získají další viteál. Infiltrují Bradavice. Rozpoutá se bitva, ve které je zabit Fred Weasley, Lupin, Tonksová. Následně Harry zabije Voldemorta. Později se Harry oženil s Ginny Weasleyovou a mají spolu 3 děti, Jamese Siriuse, Albuse Severuse a Lily Lenku. Harry pracuje na ministerstvu jako bystrozor společně s Ronem, od roku 2007 je vedoucím odboru bystrozorů.

| vedoucí odboru bystrozorů na MK VB | vedoucí odboru bystrozorů na MK VB | vedoucí odboru bystrozorů na MK VB |
| ---------------------------------- | ---------------------------------- | ---------------------------------- |
| Předchůdce: Nymfadora Tonksová     | 2007–? Harry Potter                | Nástupce: neznámý                  |

### Další
V létě roku 2016, vyšel další a zároveň osmý díl knihy o Harrym Potterovi. Jedná se o speciální vydání pracovního scénáře s názvem: Harry Potter a prokleté dítě .

## Rodina
Harry Potter má kouzelnické předky z otcovy strany a mudlovské z matčiny strany. Rodina Potterových je čistokrevnou kouzelnickou rodinou a pochází od Ignotuse Peverella, nejmladšího ze tří bratrů, jimž Smrt dala různé dary, což Harryho dělá vzdáleným příbuzným lorda Voldemorta, který je potomkem prostředního bratra Cadmuse. Díky tomuto svému předkovi dědí Potterovi neviditelný plášť, jenž nikdy nepřestane fungovat právě díky tomu, že pochází od Smrti. Ta pod ním zároveň nemůže nikoho spatřit, a proto je osoba skrytá pod ním před Smrtí chráněna.

### James Potter
James Potter (27. března 1960 – 31. října 1981) je otec Harryho Pottera, manžel Lily Potterové. Byl jediným dítětem svých rodičů Fleamonta a Euphemie Potterových. Narodil se do bohaté rodiny, která měla čistokrevný původ. 
V letech 1971–1978 navštěvoval Bradavice jako student Nebelvíru, za který hrál také famfrpál na postu chytače. 
Jeho největšími přáteli byli Sirius Black, Remus Lupin a Peter Pettigrew, skupina zvaná Pobertové.  Všichni čtyři vymysleli a zakreslili Pobertův plánek, což je plán celých Bradavic, na kterém jsou vyobrazeny také tajné chodby a plánek ukazuje každého, kdo je v Bradavicích a kde se právě nachází. 
Na plánku vystupovali pod přezdívkami: James – Dvanácterák, Sirius – Tichošlápek, Peter – Červíček a Remus – Náměsíčník. 
V třetím roce vyšlo najevo, že Remus je vlkodlak (Měsíčník) a proto se zbytek skupiny tři roky učil na zvěromágy (nehlášené). James se naučil přeměnu v jelena (proto se mu řikalo Dvanácterák).  V době studií byl spolu s Lily prý jedním z nejnadanějších studentů. 
Když Hagrid Harrymu povídal o rodičích, řekl, že se diví, že se je Voldemort nepokoušel přetáhnout na svoji stranu. To zřejmě jen proto, že byli moc blízcí Brumbálovi.
Když chtěl Voldemort zabít Potterovy, Pettigrew mu zrádně odhalil jejich úkryt. James Potter byl zavražděn jako první, když se překvapen a neozbrojen pokoušel chránit svou rodinu, aby mohla utéct. On a Lily se již předtím postavili Voldemortovi třikrát.
Všichni profesoři (Albus Brumbál, Minerva McGonagallová, Rubeus Hagrid, ...) na něj vzpomínají v dobrém, jen Severus Snape ne. Vůči Severusi Snapeovi (též známému jako Princ dvojí krve) se choval velmi arogantně a stali se z nich nepřátelé. Severus jejich skupinu často pronásledoval. Velmi žárlil na Jamese kvůli Lily, kterou miloval. Nakonec se poté, co jí Severus omylem řekl Mudlovská šmejdko, zamilovala Lily do Jamese. V jedné vzpomínce Harry viděl, že i jeho matka řekla, že je James arogantní a tak si Harry myslel, že James donutil Lily nějakým nekalým způsobem ke svatbě. Podle Siriuse z toho ale vyrostl, toho si Lily všimla a v posledním ročníku s ním začala chodit. Později se ve věku osmnácti let vzali a spolu s Poberty se stali členy Fénixova řádu.
31. července 1980 se narodil Harry, Severus však nevěděl, že se jedná o syna Lily a řekl Voldemortovi o věštbě profesorky Sybilly Trelawneyové. Přes úkryt v Godrikově Dole se o nich od Petera Voldemort dozvěděl a oba zabil (následkem bylo Lilyno obětování a následné odražení kletby Avada Kedavra, což rozdělilo duši Voldemorta na půl a druhá půlka se do 2. května 1998 schovávala v Harrym.
Po smrti byl viděn pětkrát: po smrti ve vzpomínce Severuse Snape, v Zrcadle z Erisedu, při Priori Incantatem v bitvě s Voldemortem, jak začaroval Snape také v jeho vzpomínkách a pomocí kamene vzkříšení 2. května 1998.
Mezi roky 2002 a 2005 se narodil jeho vnuk James Sirius Potter a poté i další vnuk Albus Severus (Harry: "Albusi Severusi Pottere, jsi pojmenovaný po dvou ředitelích Bradavic a jeden z nich byl ze Zmijozelu." (Harry 1.9. 2017)) a vnučka Lily Lenka (v originále Luna) (zase podle manželky Jamese).
Ve filmu ho představoval herec Adrian Rawlins.

### Lily Potterová
Lily Potterová (rozená Evansová) (30. ledna 1960 – 31. října 1981) je matka Harryho Pottera, manželka Jamese Pottera.
Lily pocházela z mudlovské (nekouzelnické) rodiny a její starší sestrou byla Petunie Dursleyová, která Harryho spolu se svým manželem Veronem Dursleyem později vychovávala. O tom, že je čarodějka, jí pověděl Severus Snape, který bydlel nedaleko Evansových a byl většinu času v bradavické škole jejím nejlepším přítelem. Když jí přišel dopis, že je přijata do Bradavic, její rodiče byli nadšení, sestra na ni ale žárlila, a tak se k ní začala chovat špatně. Bradavickou nebelvírskou kolej navštěvovala stejně jako James v letech 1971–1978, byla oblíbenou studentkou Horacia Křiklana, protože měla velké nadání pro lektvary. V pátém ročníku také skončilo její přátelství se Severusem Snapem, protože ji nazval mudlovskou šmejdkou (nadávka označující mudlorozené kouzelníky).
Po dokončení studií se vdala za Jamese, kterého dříve neměla ráda, chodit spolu začali až v sedmém ročníku, a přestěhovali se spolu do Godrikova Dolu. Ona i její manžel byli zrazeni Petrem Pettigrewem, který prozradil jejich úkryt lordu Voldemortovi. Lily Potterová byla zavražděna spolu s manželem, její láska však i posmrtně ochraňovala jejího syna.
Ve filmech ji hrála Geraldine Somerville, v mládí Ellie Darcey-Aldenová.

### Harryho děti
Nejstarším synem páru je James Sirius Potter. V knize je uvedeno, že má podobnou povahu jako jeho mrtvý dědeček James Potter, protože považuje za velkou událost, když se jeho sestřenice Victoire Weasleyová líbá s Teddym Lupinem, synem Remuse Lupina a Nymfadory Lupinové-Tonksové, Harryho kmotřencem. Je mu opravdu velice podobný, protože svému otci tajně vzal Pobertův plánek, který chtěl Harry před svými dětmi utajit. Je zařazen do Nebelvíru.
Druhým synem Harryho a Ginny je Albus Severus Potter, který v epilogu sedmého dílu (1. září 2017)  jede poprvé do Bradavic a je tak nejméně o rok mladší než James, protože ten už v Bradavicích byl. Kvůli vtipům svého bratra se bojí, že bude zařazen do Zmijozelu, ale jeho otec mu řekne, že ho nebudou mít kvůli tomu méně rádi a že jeden z ředitelů, po kterém je pojmenován, chodil také do Zmijozelu a byl to možná ten nejstatečnější člověk, jakého znal. Také mu řekne to, co ještě žádnému svému dítěti neřekl, že ho chtěl moudrý klobouk také zařadit do Zmijozelu, ale on si to nepřál, a tak ho zařadil do Nebelvíru. Moudrý klobouk Albuse zařadí do Zmijozelu, kde si najde nejlepšího kamaráda, Scorpiuse Malfoye, který je paradoxně syn Draca Malfoye, soka Harryho Pottera. Albus se z Harryho dětí podobá svému otci nejvíce a také jako jediný zdědil zelené oči Harryho matky.
Jedinou dcerou a zároveň nejmladším dítětem Harryho a Ginny je Lily Lenka Potterová, pojmenovaná po Harryho matce a přítelkyni svých rodičů Lence Láskorádové. Vypadá jako její matka a babička Molly. Doprovází rodiče, když posílají své dva syny do Bradavic v epilogu sedmého dílu. Je zařazena do Nebelvíru.

## Sova Hedvika
Hedvika je Harryho sova. První zmínka o ní je v první knize (Harry Potter a Kámen mudrců, str. 80), kde se Hagrid rozhodne koupit Harrymu dárek k jedenáctým narozeninám. Sovu koupí na Příčné ulici ve Velkoprodejně Mžourov. Harry se později rozhodne sovu pojmenovat Hedvika, protože najde toto jméno ve své nové učebnici Dějiny čar a kouzel. Hedvika s Harrym prožívá všechny roky jeho studia na Škole čar a kouzel v Bradavicích. Většinu času žije ve školním sovinci. Hedvika zemře v sedmém díle knihy (Harry Potter a relikvie smrti). Při převozu Harryho ze Zobí ulice do bezpečí jí zasáhne smrtící kletba jednoho ze Smrtijedů.